# Franz Xaver Jungwirth
Pour les articles homonymes, voir Jungwirth.
Franz Xaver Jungwirth, né vers 1720 à Munich et mort en 1790, est un graveur allemand.

## Biographie
Franz Xaver Jungwirth naît vers 1720 à Munich.
Élève de Mörl, il grave des sujets religieux, des sujets d'histoire et des portraits. Il laisse une œuvre considérable.
Franz Xaver Jungwirth meurt en 1790.

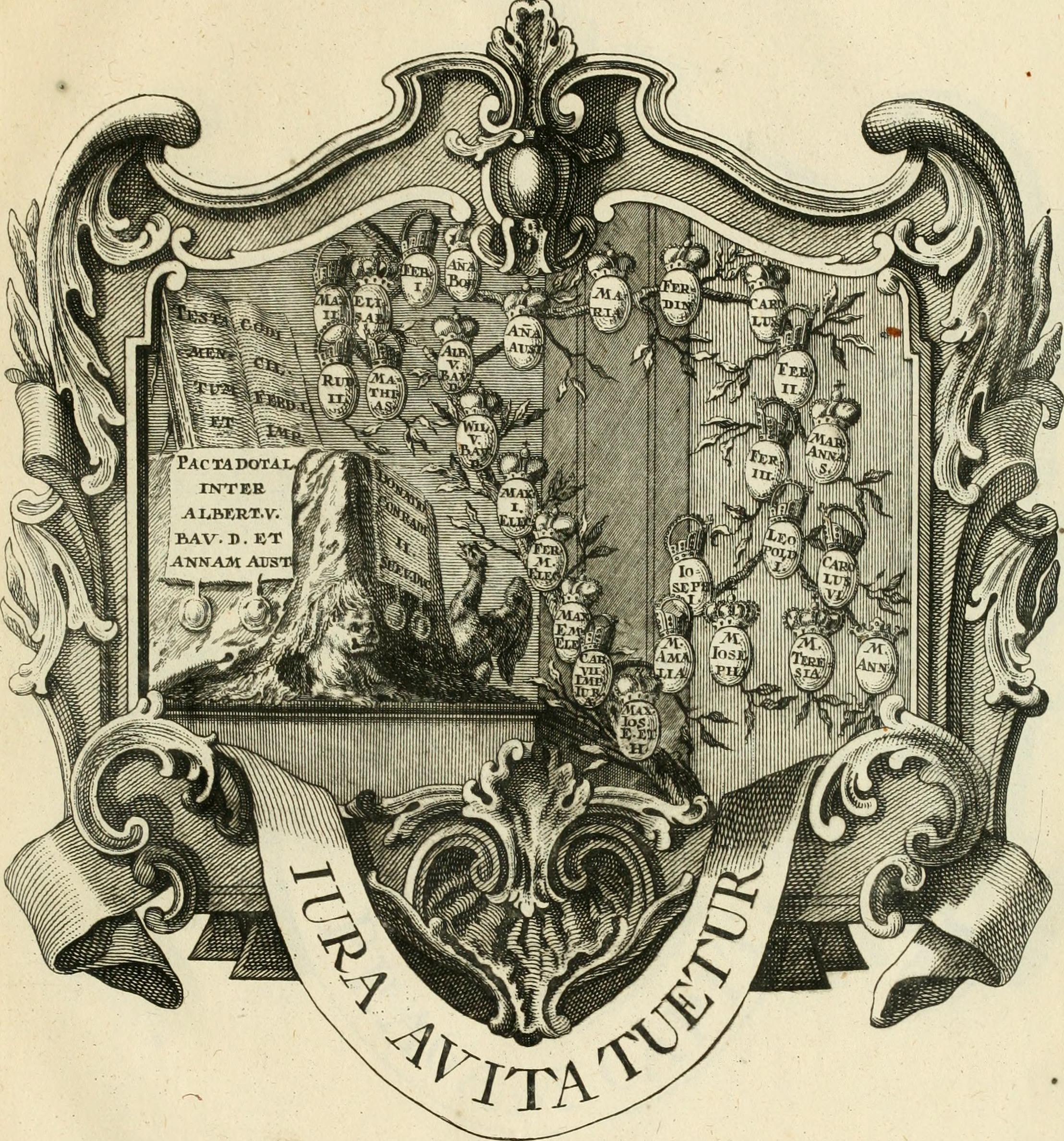
Gravure pour Historica notitia rerum Boicarum (1746).
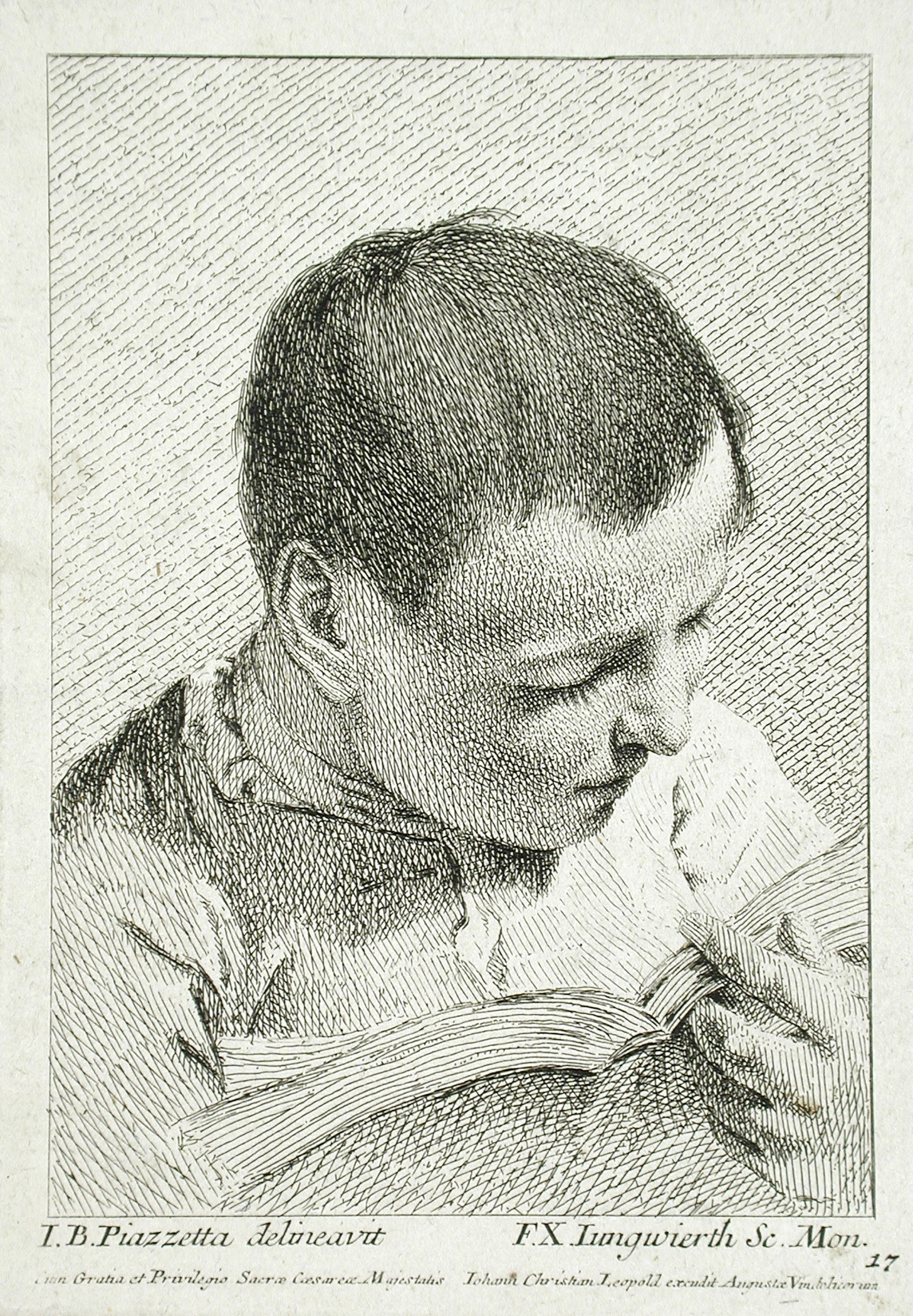
Garçon lisant (n. d., musée d'Art du comté de Los Angeles).
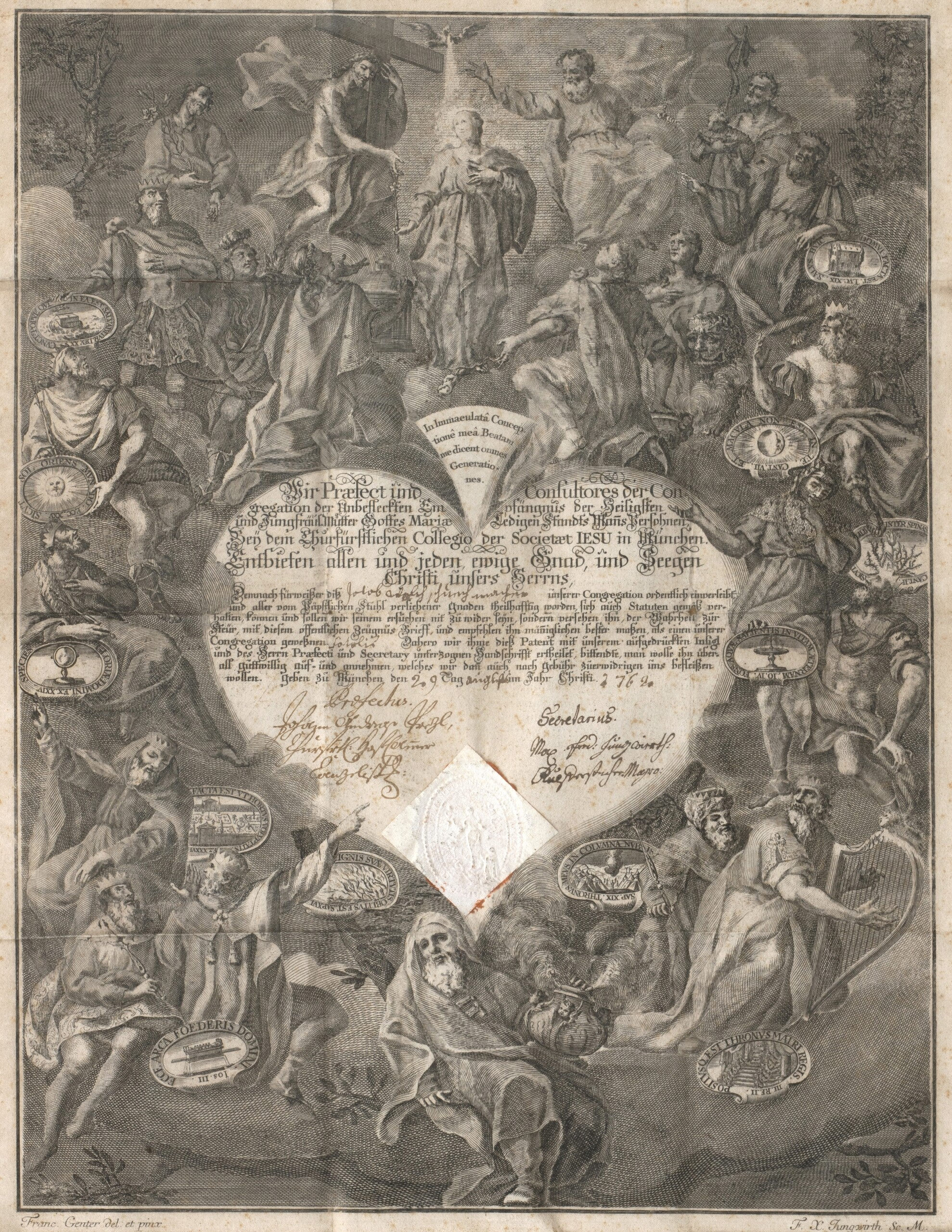
Certificat d'admission à l'ordre masculin de la Congrégation de l'Immaculée Conception (av. 1762).
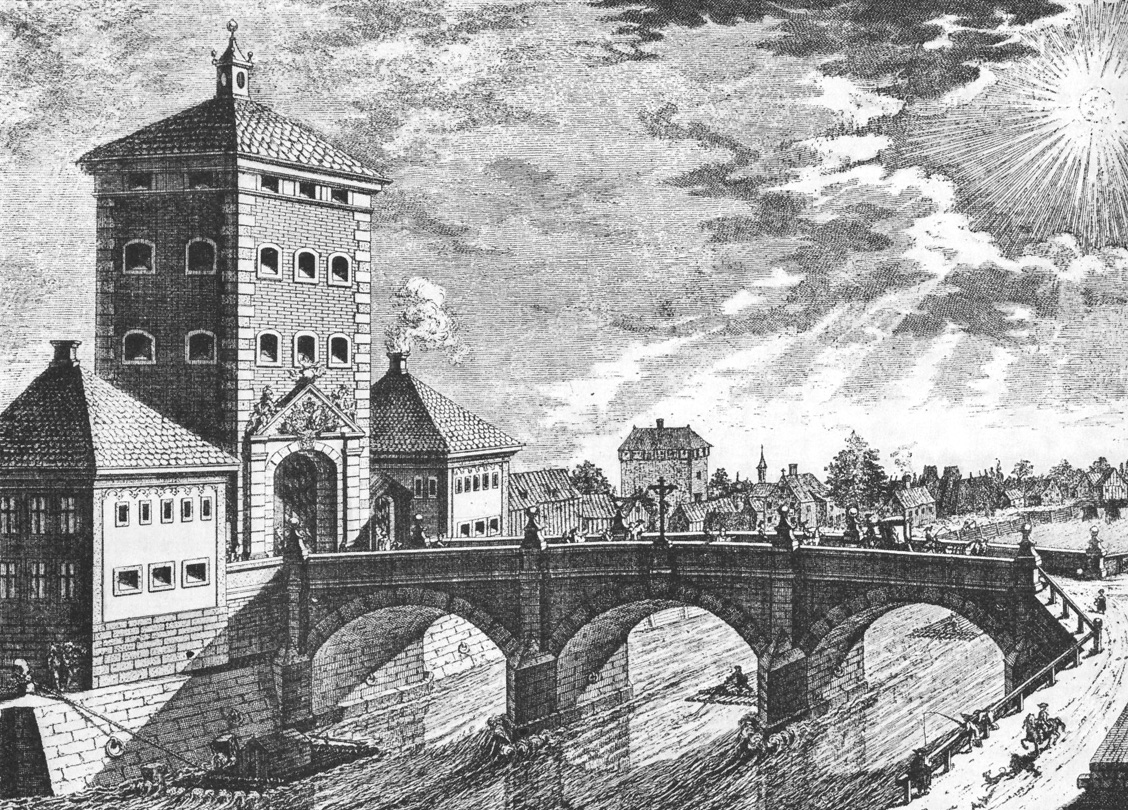
Tour rouge (1767).